# Amioun
Amioun  (in arabo  أميون‎?, Amyūn) è una città del Libano, di circa 11 000 abitanti, capoluogo del Distretto di Koura. Si trova nel nord del paese a circa 78 km da Beirut.